# Moj stan (1962.)
Moj stan je  hrvatski i jugoslovenski kratki crno-bijeli pseudodokumentarni film snimljen 1962. godine u režiji Zvonimira Berkovića.

## Radnja
Protagonistica, koju tumači Gordana Skok, je 8-godišnja djevojčica koja za domaću zadaću piše o svom stanu; radnja prikazuje kako se njezina obitelj seli iz prenapučenog stana u centru grada u stan u novoizgrađenoj zgradi na periferiji grada, odnosno kako njeni roditelji zbog toga imaju probleme i nedoumice te kako ih riješavaju. Berković, koji je po vlastitom priznanju inspiraciju pronašao u Dnevniku malog Perice, humorističkoj noveli Vjekoslava Majera
u ovom filmu na ironični način prikazuje dinamike rapidne posljeratne jugoslavenske urbanizacije. Formalno film slijedi logiku uobičajenih, za to vrijeme, edukativnih filmova, a tekst naratorice, djevojčice, koristi žargon i floskule kojom tadašnja politika objašnjava socijalističku stvarnost.
Film je prikazan i na Filmskom festivalu u Cannesu gdje je osvojio nagradu žirija za najbolji kratki film. Iste godine film je dobio i posebnu nagradu za scenarij i tekst na Festival jugoslovenskog dokumentarnog i kratkometražnog filma u  Beogradu.

## Vanjske veze
- Moj stan na Internet Movie Databaseu
- Profil filma na portalu Mojtv.hr